# حوزه انتخابیه سی و دوم کالیفرنیا
حوزه انتخابیه سی‌ودوم کالیفرنیا یک حوزه انتخابیه مجلس نمایندگان آمریکا است که در ایالت کالیفرنیا قرار دارد.